# Scugnezziello/'O primmo giuramento
Scugnezziello/'O primmo giuramento, pubblicato nel 1962, è il secondo singolo di Mario Merola

## Descrizione
Il disco contiene due cover.

## Tracce
Lato A
- Scugnezziello (Sciotti - Barbella - Palumbo)

Lato B
- 'O primmo giuramento (Sorrentino - Chiarazzo)